# Aeroporto internazionale di Sohag
L'Aeroporto internazionale di Sohag (in arabo مطار سوهاج الدولي‎?) (ICAO: HESG - IATA: HMB) è un aeroporto internazionale egiziano a circa 24 km a sud della città di Sohag, capitale del Governatorato di Sohag. L'aeroporto internazionale, inaugurato nel 2010, è stato progettato per assomigliare ad un tempio dell'antico Egitto.

## Storia
L'aeroporto è stato ufficialmente inaugurato dall'ex presidente egiziano Hosni Mubarak il 25 maggio 2010. Il progetto è costato circa 80 milioni di dollari e la costruzione iniziata nel gennaio 2009. L'aeroporto era originariamente conosciuto come aeroporto internazionale "Mubarak", ma in seguito alla cacciata del presidente nel 2011 e al successivo verdetto del tribunale che ordinava la rimozione del nome di Mubarak da tutte le strutture ed edifici in Egitto, l'aeroporto è stato ribattezzato Aeroporto Internazionale di Sohag.

## Strutture
La struttura è costruita per gestire circa 3,5 milioni di passeggeri all'anno. Il terminal passeggeri è progettato con un motivo faraonico unico, comprendendo sale per arrivi e partenze internazionali, una sala VIP, negozi duty-free e strutture di sicurezza. L'aeroporto dispone di proprie stazioni di elettricità, acqua, fognature e comunicazioni. Inoltre è dotato di un parcheggio per 400 veicoli e 25 autobus.
L'unica pista dell'aeroporto è lunga 3 chilometri e larga 45 metri. L'aeroporto può ricevere aerei come l'Airbus A320 e il Boeing 737. Il piazzale è progettato per ospitare 6 aerei, con piani di espansione per ospitarne 14.
L'aeroporto è il quinto aeroporto internazionale dell'Alto Egitto dopo quello di Luxor, Assuan, Assiut e Abu Simbel. L'aeroporto si rivolge principalmente a viaggi nazionali e al traffico tra Sohag e gli stati del Golfo Persico tra cui Kuwait, Arabia Saudita ed Emirati Arabi Uniti.